# Roderich Fels

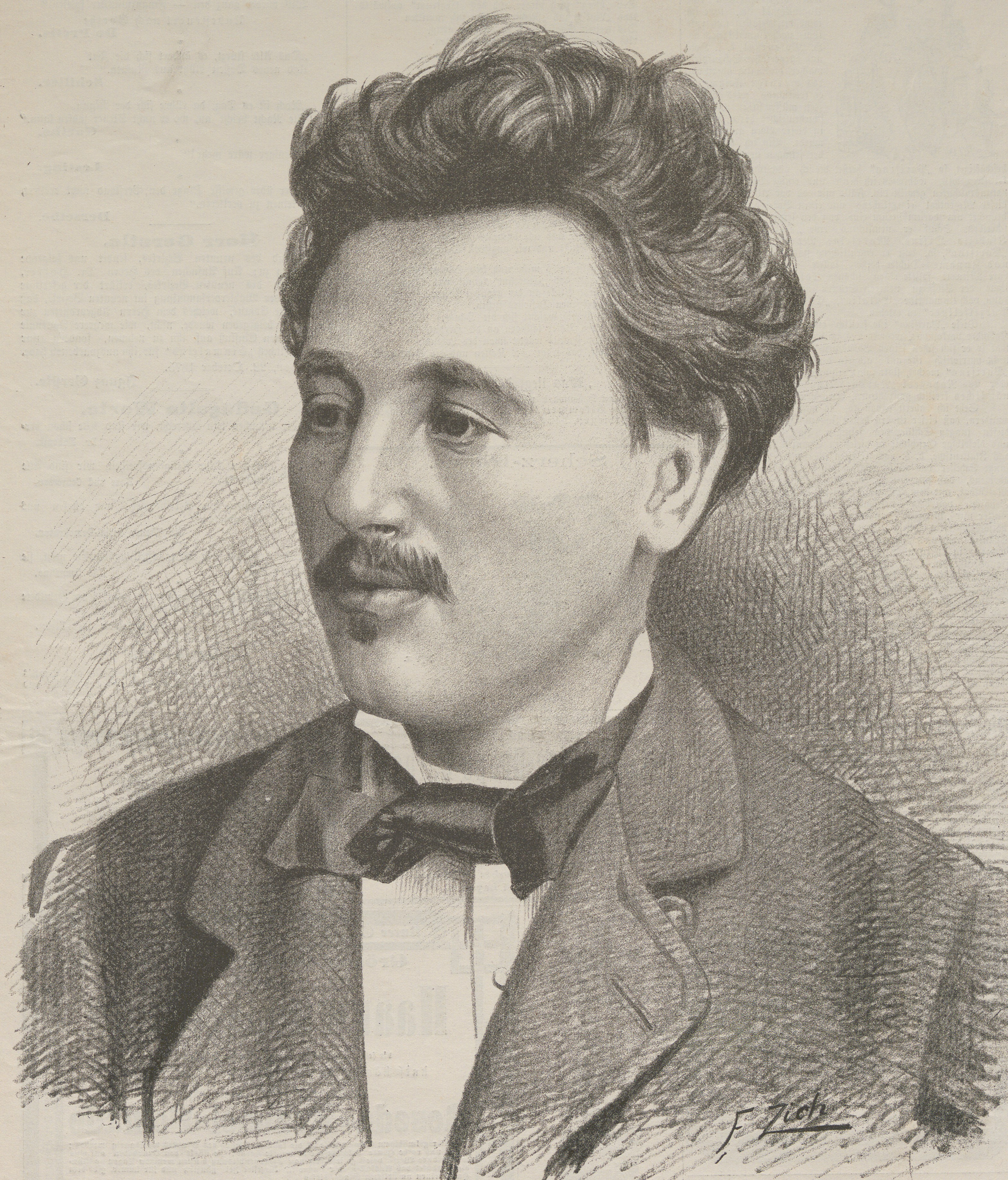
Siegfried Rosenfeld (Illustration von 1875)

Roderich Fels, eigentlich Siegfried Rosenfeld (geboren 1844 in Brünn; gestorben am 13. September 1883 in Hamburg), war ein österreichischer Schauspieler, Dramaturg, Dramatiker und Librettist.

## Leben

### Familie
Er entstammte der seit dem 17. Jahrhundert in Mährisch Koritschan ansässigen jüdischen Familie Rosenfeld. Sein Vater Esoel Josef „Peppi“ Rosenfeld (ca. 1813–1878) betrieb im nahen Brünn ein „Hauseinrichtungsdepot, umfassend den Handel mit allen Gattungen von Möbeln und Zimmereinrichtungsgegenständen, dann Glas- und Porzellanwaaren,“ seine Mutter Rosa (Rachel) Rosenfeld, geborene Kolisch (1813–1885), daneben eine Garküche. Ein Onkel mütterlicherseits ist der Journalist und Revolutionär Sigmund Kolisch, der 1848 in Brünn und Wien an den Barrikadenkämpfen der Märzrevolution teilnahm und nach ihrer Niederschlagung ins Exil fliehen musste, ein anderer Rudolf Wolf Kolisch (1803–1864), Herausgeber des Brünner Tags-Couriers.
Zu seinen elf Geschwistern zählen Viktor Rosenfeld (1852–1919), seinerzeit einer der geachtetsten Strafverteidiger Wiens, Laura Henschel-Rosenfeld (1857–1944), die vor allem durch ihre Beziehung zu dem Maler Maurycy Gottlieb bekannt ist, sowie Carl Rosenfeld (1850–1915) und Theodor Rosenfeld (1851–1907), die über Jahrzehnte zunächst in Wien, dann in Berlin und in der Zwischenzeit in den Vereinigten Staaten gemeinsam als Theaterunternehmer tätig waren. Theodors Tochter Eva Rosenfeld (1892–1977) war eine Analysandin Sigmund Freuds und machte sich später selbst einen Namen als Psychoanalytikerin. Zu Siegfried Rosenfelds Cousins zählen der Schriftsteller und Zionist Oskar Rosenfeld (1884–1944) und der expressionistische Dichter Jakob van Hoddis (eigentlich Hans Davidsohn, 1887–1942), die ebenso wie Laura Henschel-Rosenfeld und weitere Familienmitglieder im Holocaust ermordet wurden.
Aus Siegfried Rosenfelds Ehe mit Franja Rosenfeld (ca. 1838–1898) ging ein Sohn hervor, der den Namen Rosenfeld gleichfalls ablegte und sich Walter Dahle (1868–1936) nannte. Bis zu seiner Emigration im Jahre 1933 leitete dieser in Berlin-Hermsdorf ein Pensionat für Knaben mit schulischen und häuslichen Problemen (von mindestens einem seiner Zöglinge „Dr. Dahles Irrenanstalt“ genannt).

### Wien

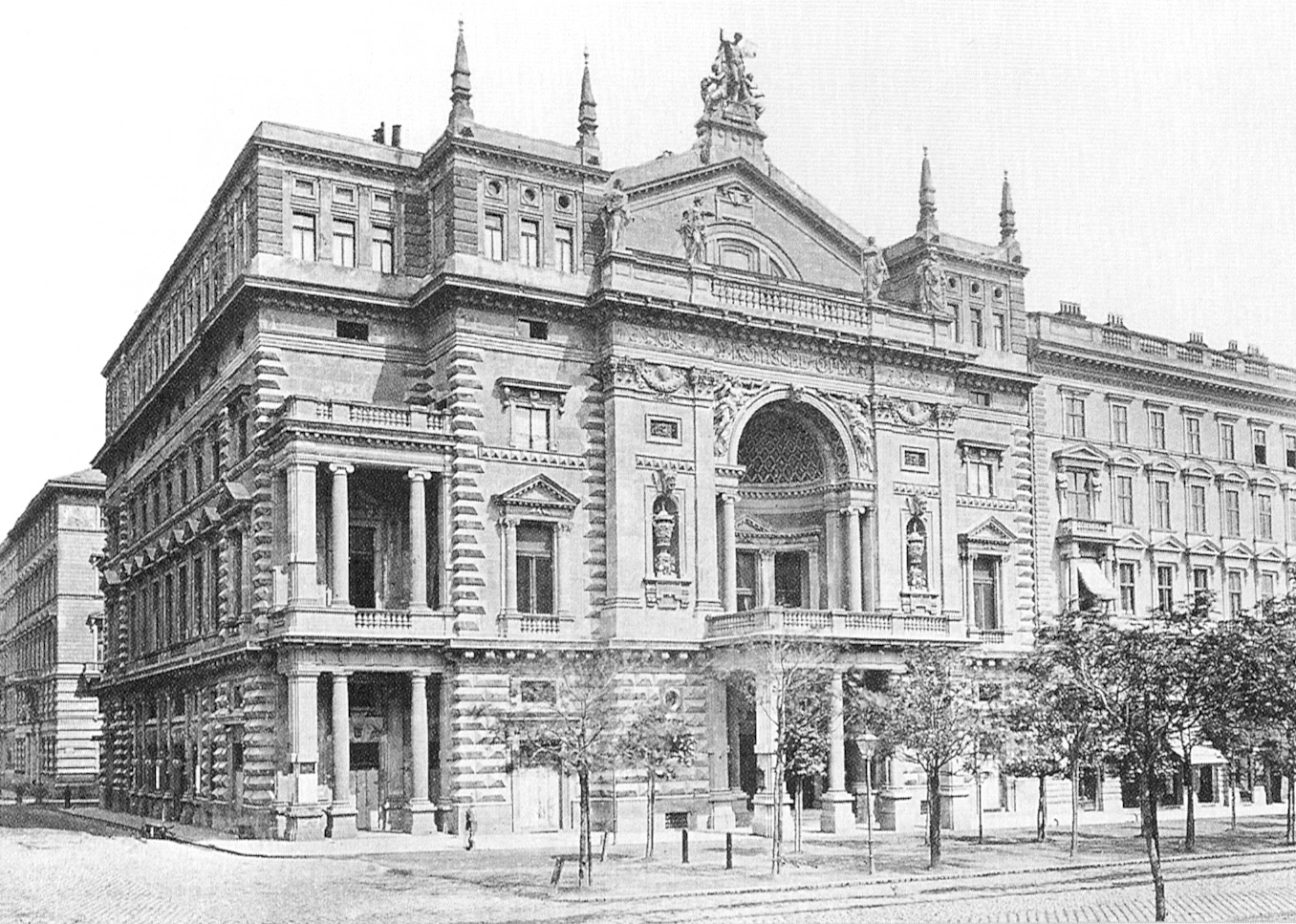
Die einstige Komische Oper am Schottenring, nachmals Ringtheater. Am 8. Dezember 1881 kam es hier zur wohl verheerendsten Brandkatastrophe der österreichischen Geschichte; mindestens 384 Menschen kamen zu Tode.

Siegfried Rosenfeld versuchte sich zunächst mit mäßigem Erfolg als Schauspieler, bis er im September 1875 die künstlerische Leitung der Komischen Oper Wien übernahm. Ein huldvolles Porträt, das aus diesem Anlass im Floh erschien, behauptete, dass Rosenfeld 1867 bei einem seiner Auftritte im Kurtheater zu Wildbad im Schwarzwald die Aufmerksamkeit des Herzogs von Sagan erregt habe und dank dessen Fürsprache von Botho von Hülsen für ein Gastspiel am Königlichen Hoftheater nach Berlin geladen wurde, das so erfolgreich war, dass ihm auf der Stelle ein festes Engagement angeboten wurde. Dieses Angebot schlug er angeblich aus, um stattdessen die Leitung des Stadttheaters in Marburg an der Drau zu übernehmen. Diese Angaben erscheinen aber kaum glaubwürdig, zumal dem Artikel nicht zu entnehmen ist, dass Rosenfeld seine Anstellung als „artistischer Director“ der Komischen Oper seinen Brüdern Carl und Theodor verdankte, die kurz zuvor den Pachtvertrag und die Geschäftsleitung dieser vom Unstern verfolgten Bühne übernommen hatten. Die Neue Freie Presse wusste zum gleichen Anlass nur zu berichten, dass Rosenfeld einst ein nicht näher benanntes österreichisches „Provinztheater“ geleitet habe; als Schauspieler habe er einige Male „mit wechselndem Erfolge“ am Burgtheater gastiert und „jüngst“ ein Engagement am Strampfer-Theater gefunden, „in welchem er der Kritik wenig Gelegenheit bot, sich über seine Leistungen zu äußern. Das ist Alles, was uns über den neuen Director bekannt ist. Ob diese künstlerischen Antecedentien ausreichen, ihn zur Leitung einer ersten Bühne in der Hauptstadt zu befähigen, und ob er Bildung und Thatkraft genug besitzt, um für das so arg discreditirte Institut das Publicum wieder zu interessiren, muß die Zukunft lehren.“ In keinem der beiden Artikel sind Rosenfelds schriftstellerische Ambitionen erwähnt, denen indes auch kein Erfolg beschieden war. Seine Erzählung Barbara Ubryk, oder Die Krakauer Klostergeschichte (offenbar Rosenfelds einziges Prosawerk) wurde 1871 noch vor ihrer Veröffentlichung von der k.u.k.-Zensur kassiert. Tatsächlich war Rosenfelds Gastspiel am Burgtheater von kurzer Dauer; zwischen dem 23. und dem 30. Oktober 1873 stand er hier ganze drei Mal auf der Bühne, stets in komischen Rollen: als Schummrich in Roderich Benedix’ Die zärtlichen Verwandten, als Onkel Baumann in Alexander Elzens Er ist nicht eifersüchtig sowie als Ritter Rochferier in Eine Partie Piquet von Narcisse Fournier und Henri Horace Meyer.

Die Rosenfeldsche Unternehmung an der Komischen Oper im Winter 1875–1876 scheiterte ebenso rasant wie katastrophal und wurde von der Wiener Presse teils amüsiert, teils entsetzt, jedenfalls aufmerksam verfolgt. Wie es rückblickend im Feuilleton der Wiener Sonntags-Post hieß, schien es zunächst, 

„als verfüge Herr Rosenfeld über genügende Capitalien, um wenigstens eine gewisse Stabilität in den Verhältnissen dieser schicksalsreichen Bühne zu erhalten. Allein bereits nach vierzehn Tagen zog sich sein Bruder, der eigentliche Geldmann, zurück, nachdem er das Vergnügen, zwei Wochen lang finanzieller Director des Unternehmens gewesen zu sein, mit 30.000 fl. gebüßt hatte. Katastrophe Nr. 5. Herr Siegfried Rosenfeld aber, von nicht gewöhnlichem Muthe beseelt, nahm Alles auf und über sich, und versuchte, das Theater ohne Betriebscapital weiter zu führen. Inwieweit und bis zu welchem Zeitpunkt ihm dies gelang, ist noch in Aller Gedächtnis. Der schlechte Besuch des Theaters zwang ihn zur Niederlegung des Scepters. Katastrophe Nr. 6.“

In den vier Monaten seiner Intendanz setzte Siegfried Rosenfeld dem ohnehin schon ramponierten künstlerischen Ruf des Hauses schwer zu. Dass Rosenfeld seine Opernbühne noch vor der offiziellen Neueröffnung für allerdings gut besuchte Auftritte des Zauberkünstlers Compars Herrmann hergab, war wenig geeignet, Befürchtungen über fortgesetzte Niveauabsenkung zu zerstreuen. Rosenfelds Debüt (als Regisseur und zugleich als Darsteller) war die burleske Revue Cleopatra; oder Durch Jahrtausende; sie wurde vom Publikum noch recht freundlich aufgenommen, von den Kritikern hingegen verrissen. Ähnlich erging es der Operette Fanfarullo von Joseph Wirth, die er im Januar 1876 auf die Bühne brachte. Mit Empörung wurde im Februar die Nachricht aufgenommen, dass Rosenfelds Orchestermusiker fürderhin ohne zusätzliche Gage nicht nur einmal am Tag, sondern zusätzlich in neu eingeführten und mit verbilligten Eintrittskarten beworbenen Nachmittagsvorstellungen aufspielen sollte. Da selbst die regulären Gagen bald nicht mehr ausgezahlt werden konnten, wurde der Spielbetrieb im Februar ganz eingestellt.

### Berlin

#### Bühnenstücke
Nach dem Wiener Debakel siedelten die drei Rosenfeld-Brüder nach Berlin über. Carl und Theodor Rosenfeld traten hier in den folgenden Jahren unter anderem als Pächter des Belle-Alliance-Theaters in Erscheinung, in den Jahren vor dem Ersten Weltkrieg als Leiter des Linden-Cabarets. Siegfried Rosenfeld versuchte sich seinerseits als Stückeschreiber und verfasste unter dem Pseudonym Roderich Fels in den nächsten Jahren eine Reihe historischer Dramen, denen allerdings wenig Erfolg beschieden war. Der Einakter Kornblumen über die Verlobung Friedrich Wilhelms von Brandenburg, des „Großen Kurfürsten“, mit Luise Henriette von Oranien wurde am 16. August 1878 am Berliner Residenz-Theater uraufgeführt und beeindruckte Kritiker vor allem durch seine plumpe Anbiederung an das preußische Herrscherhaus – Kornblumen waren die Lieblingsblumen Kaiser Wilhelms. Wie der Rezensent von Über Land und Meer mit verhaltenem Spott berichtet, trägt sich die Handlung zu, als Friedrich 

„kurz vor seinem Regierungsantritt auf Anstiften Frankreichs und seines Kardinals Richelieu mit der Prinzessin Ludovica von der Pfalz verheiratet werden sollte. Dieses Bündnis, welches den Kurfürsten in eine demüthigende Abhängigkeit von Frankreich gebracht hätte, wurde noch rechtzeitig hintertrieben und zwar durch den eigenen kräftigen Willen des jungen Kurprinzen, der in einer recht bedeutungsvoll geschriebenen Szene mit der Prinzessin Luise Henriette von Oranien – seiner späteren ersten Gemahlin – zu der schnellen Erkenntniß gelangt, daß ein deutscher Fürst nur die Rücksichten auf das Reich und sein eigenes Volk kennen soll. Die ‚Kornblumen‘ in Gestalt eines Blumenstraußes, welchen in jener Szene die Prinzessin von Oranien dem jungen Kurprinzen als Symbol der Beständigkeit und Treue überreicht, spielen in dieser geschichtlichen Episode freilich nur eine Nebenrolle, welche bloß gestattet, patriotische Anspielungen an diese Lieblingsblume unseres Kaiserlichen Herrn dahin anzuknüpfen, dass der junge Kurprinz die jetzige Größe und Einheit des Vaterlandes unter der Aegide eines seiner Nachkommen aus dem Hause der Hohenzollern vorhersagt. Das gut gemeinte, mit warmer patriotischer Hingabe an den Stoff geschriebene Stück hatte einen Achtungserfolg.“

Deutlicher wurde der Kritiker der Gegenwart, der lästerte, dass Fels

„auf widerliche Weise auf die widerwärtige Hyperloyalität, die sich jetzt schweifwedelnd breit macht, speculiert. Ein so geschmackvolles Theater wie das Residenztheater sollte dem phrasenhaften Patriotismus, der jeden feinfühligen Menschen und namentlich jeden anständigen Menschen geradezu anwidert, die Thür verschließen. Mit solchem bombastischen Geklingel ruft man wahrhaftig nicht die Begeisterung für das Haus eines verehrten und geliebten Monarchen hervor, sondern nur das Schamgefühl […] so geschmacklos, so traurig, so verstimmend wie in diesen ‚Kornblumen‘ ist noch nie prophezeit worden. Der Kurfürst Friedrich Wilhelm, der mit der holländischen Bauernprinzessin Luise zusammentrifft, sagt etwa: ‚Luise, o, das ist ein schöner Name! Vielleicht wird dieser Name noch einmal von einer geliebten Fürstin auf dem Thron der Hohenzollern getragen werden, und der Sohn dieser Luise wird den Traum der deutschen Einheit verwirklichen, und er wird die Kornblumen lieben.‘ Er hätte noch fortfahren sollen: ‚Und dann wird ein Mann erstehen, der Roderich Fels heißt, und er wird daraus ein Stück machen, das trotz aller loyalen Belleitäten gar nichts werth ist.‘“

Es folgte der abendfüllende Fünfakter Gräfin Kozierowska, der mit Marie Barkany in der Hauptrolle am 11. Dezember 1879 am Ostend-Theater Premiere feierte. Er wurde vom Publikum sehr wohlwollend aufgenommen, ins Repertoire der Bühne aufgenommen und konnte sich bis zum August 1880 auf dem Spielplan halten. Zwar bemängelte der Kritiker der Berliner Börsen-Zeitung, dass die Handlung etwas abenteuerlich erscheine und arg an die Romane erinnere, 

„die in den vierziger Jahren in der Mode waren, wo noch alle Welt für die brennende polnische Frage sich interessirte; allein der von Hause aus epische Stoff ist glücklich dramatisirt und durch geschickte, prägnante Führung der Scenen recht lebendig gestaltet. Großes Lob verdient auch die scharfe Charakteristik der einzelnen Figuren […] Der Dialog ist durchweg mit großer Gewandtheit behandelt und von Kalauern und den in den modernen Stücken üblichen hohlen Phrasen und Gemeinplätzen ziemlich frei gehalten. Man empfängt den Eindruck, ein Werk vor sich zu haben, daß trotz mancher Schwächen durch seine sorgfältige Ausarbeitung über die Durchschnittsliteratur hervorragt. Das locale Colorit ist so glücklich getroffen, daß man fast vermeinen möchte, das Schauspiel sei aus dem Polnischen ins Deutsche übersetzt. Bei so vielen Vorzügen ist es doppelt bedauerlich, daß der Conflict etwas veraltet ist. Wer erwärmt sich noch sonderlich jezt, wo der Nihilismus die ganze Aufmerksamkeit auf sich zieht, für den Haß zwischen Polen und
Russen? Man empfindet jede Erinnerung daran fast wie einen Anachronimus. Wäre das Fels'sche Stück vor dreißig Jahren geschrieben worden, so hätte es wahrscheinlich einen Sensationserfolg errungen.“

Die Wiener Theater-Chronik vermeldete allerdings, dass das hier und fortan unter dem Titel Jadwiga firmierende Stück in Gotha eine „sehr kühle Aufnahme“ fand:

„Warum aber hat „Jadwiga“ nicht angesprochen? „Jadwiga“, ein Sensationsstück, ist eigentlich nur geschrieben, um einer Schauspielerin Gelegenheit zu geben, sich als Künstlerin producieren zu können. Der Aufbau der Handlung ist schwerfällig und bei ermüdend langer Exposition befriedigt der Schluß in keiner Weise, während durch Nebensächliches, durch Episoden, zur Handlung als unnützes Beiwerk angefügt, geradezu störend gewirkt, und man oft zur Frage  hingedrängt wird: „Wozu nun das wieder?““

Für seine beiden letzten „romantischen Schauspiele“ wählte Fels’ mittelalterliche Sujets nach Gedichten von Heinrich Heine: eines behandelt die historischen Schelme von Bergen, das andere den von Heine in einer seiner bekanntesten Balladen besungenen  Ritter Olaf; beide wurden auch in Reclams Universalbibliothek aufgelegt.

#### Libretti
Ferner schrieb Fels alias Rosenfeld Libretti für zwei zeittypisch „romantische“ Opern von Heinrich Hofmann (Aennchen von Tharau, UA am 6. November 1878 im Neuen Stadttheater am Dammtor, Hamburg, und Wilhelm von Oranien, UA am 5. Februar 1882 ebenda), ein weiteres für Carl Gramanns Historienoper Das Andreasfest (UA an der Hofoper Dresden am 30. November 1882), und lieferte ferner den szenischen Entwurf für Adalbert Überlées König Otto’s Brautfahrt (UA am 7. Mai 1881 an der Königlichen Oper zu Berlin).
Für die deutsche Erstaufführung von Bedřich Smetanas Oper Zwei Witwen 1881 gab der Hamburger Theaterdirektor Bernhard Pollini eine Bearbeitung bei Fels in Auftrag, ohne das mit Smetana abzusprechen, weil er die ihm vorliegende Übersetzung von Josef Srb-Debrnov für ungeeignet hielt. Fels ging mit dem Libretto allerdings sehr frei um: Er verlegte den Schauplatz aus Böhmen in die französische Provence, die Zeit von der Gegenwart in das letzte Drittel des 18. Jahrhunderts, änderte alle Namen und griff weitreichend in die Struktur des Werks ein. Aus den zwei Akten des Originals machte er drei. Den Hamburger Musikkritikern fiel das auf, obwohl sie das tschechische Original wohl kaum kannten. August Ferdinand Riccius meinte in den Hamburger Nachrichten, der „in theatralischen Arbeiten wohlerfahrene Roderich Fels“ habe es „nicht ohne Geschick“ vermocht, mit seinem Textbuch dem Werk Lebensfähigkeit auf deutschen Opernbühnen zu verschaffen. Dennoch blieben „unversöhnte Widersprüche“. Man finde sich zum Beispiel nur schwer in die Zumutung, dass das französische Landvolk in slawischen Melodien und Rhythmen singe. Auch der Ton sei nicht immer gut getroffen, die „ursprüngliche Sentimentalitat und naive Heiterkeit“ verkehre sich bisweilen in „pikantes und ungeniertes Operettenwesen“. Schärfer urteilte Ludwig Meinardus im Hamburgischen Correspondent: Ihm zufolge hätte die Oper wirkungsvoller sein können, wenn die Dichtung nicht ein „empfindliches Missverhältnis“ mit der Musik gebildet hätte. Der Übersetzer sei natürlich nicht für die „handlungslosen Längen“ des Textbuchs verantwortlich zu machen, wohl aber für eine „Neigung zu einer burschikosen Ausdrucksweise“, die nicht zu den Figuren passe. Es sei auch „unschicklich“, die feine Komik der Musik „durch absichtlich oder ohne Absicht holperig gestaltete Verse zu würzen“, etwa wie in diesem Reim: „Das denk mir ich/nicht sehr schwierig.“ Smetana erfuhr von der Umarbeitung erst nach der Erstaufführung. Auch erfuhr er erst zu diesem Zeitpunkt, dass Pollini die Publikationsrechte an den Musikverlag Bote & Bock verkauft hatte und der Verlag Nachkompositionen wünschte. Er protestierte heftig. Insbesondere verwahrte er sich gegen die Verlegung des Schauplatzes nach Frankreich. Seine Musik sei „rein tschechisch“ und lasse sich nirgendwo anders denken als in Böhmen. Sie gehöre zudem in die Gegenwart und passe überhaupt nicht ins Rokoko. Kürzungen lasse er sich gefallen, aber keinesfalls Änderungen oder gar Neukompositionen. Speziell auf Applaus berechnete Wendungen seien seinem Werk unangemessen, nicht eine Note werde er zu solchen Zwecken hinzufügen.

### Tod in Hamburg
Zu Rosenfelds Todesumständen finden sich in der Literatur verschiedene Versionen: so berichtet Franz Brümmers Lexikon der deutschen Dichter und Prosaisten von 1885, er habe sich „an heftigen gichtigen Schmerzen leidend […] bei einer Morphiumeinspritzung eine Arterie verletzt, infolge dessen ein plötzlicher Tod am 13. Septbr. 1883 in Hamburg, wo er am Tage vorher angekommen war, seinem Leben ein Ende machte.“ Das Deutsche Theaterjahrbuch 1892 schreibt zum einen ähnlich verdruckst, Rosenfeld sei „durch unbeabsichtigtes oder beabsichtigtes Versehen bei einer Morphiumeinspritzung“ zu Tode gekommen, zum anderen an gleicher Stelle aber auch rundheraus von „Selbstmord“. Eduard Hanslick hingegen behauptete 1885 angelegentlich einer Aufführung von Gramanns Andreasfest, Rosenfeld habe „seinem bewegten und gequälten Leben kürzlich durch einen Pistolenschuss ein Ende gesetzt“, und dürfte der Wahrheit damit wohl am nächsten gekommen sein, wie ein detaillierter Bericht nahelegt, der am 20. September 1883 im Salzburger Volksblatt erschien:

„In Hamburg ist der Schriftsteller Roderich Fels (der ehemalige Direktor der Wiener Komischen Oper Rosenfeld) dieser Tage plötzlich gestorben. Ueber den unmittelbaren Anlaß zu diesem plötzlichen Tode erfährt man, daß er seine letzte Hoffnung auf ein neues Stück: ‚Die Ehe des Orestes‘ gesetzt und dessen Aufführung am Hamburger Stadttheater angeblich betrieben hatte. Das ‚Kl. J.‘ [d. i. das Kleine Journal, ein in Berlin erscheinendes Klatschblatt] berichtet darüber: »Nachdem Fels am Mittwoch beim Direktor Pollini gespeist, begann in Gegenwart der Regisseure Buchholz, Hock und Löwenfeld, zu denen sich noch der Vertreter einer Berliner Theater-Agentur gesellt hatte, die Vorlesung. Fels war früher selbst Schauspieler, und so kann man leicht begreifen, daß der Dichter sehr bald in große Aufregung gerathen war. Schon nach dem zweiten Akt erhob sich Pollini, legte dem Dichter jovial die Hände auf die Schulter und sagte: ‚Quälen Sie sich nicht unnütz! Die Sache ist verfehlt!‘ Fels starrte ihn groß an — es entstand eine lange, lange Pause, dann wiederholte er tonlos: ‚Verfehlt!‘ Noch immer ahnte Pollini nicht, wie tief die Hoffnung gerade auf dieses Stück in des Dichters Seele Wurzel gefaßt, und so ergänzte er sich: ‚Das mag ein Roman sein — ein Theaterstück ist es nicht!‘ Ein Lachen der Verzweiflung war die Antwort. Pollini versuchte den Unglücklichen zu beruhigen. Er werde statt dieses Stückes ‚Olaf und Hialfa‘ aufführen. Fels habe ja gar keinen Grund, nicht weiter zu schreiben &c. &c. Roderich Fels nahm sein Buch und ging. Am Donnerstag Mittags erschien er noch einmal im Bureau des Stadttheaters und fragte, ob er vielleicht à conto der künftigen Tantieme von ‚Olaf‘ eine größere Summe erheben könnte. Aber da Pollini dieses Stück noch gar nicht kannte, lehnte er das Gesuch des Autors ab. Zwei Stunden darauf wurde aus dem Hotel, in welchem Roderich Fels abgestiegen war, dessen Tod gemeldet – Fels hatte sich erschossen.«“

Die Version, der zufolge er vielmehr versehentlich an einer verunglückten Gabe von Morphium starb, dürfte auf ein „Zirkular“ seines Bruders Theodor Rosenfeld an die Redaktionen der deutschen und österreichischen Tagespresse zurückgehen, in dem er die oft reißerische, im Kern aber wohl wahrheitsgemäße Berichterstattung zum Tod seines Bruders zu „korrigieren“ versuchte:

„Heute, Sonntag dreiviertel 11 Uhr, fand die Beerdigung meines Bruders, des Schriftstellers Roderich Fels, am hiesigen katholischen Friedhofe statt. Dem gelegentlich geäußerten Wunsche des Verstorbenen entsprechend, geleiteten ihn blos sein Sohn und die allernächsten Verwandten zur letzten Ruhestätte. Von zahlreichen Vereinen und Privatpersonen liefen prachtvolle Kränze und viele Kundgebungen ein, für welche ich im Namen des Sohnes des Todten und meiner ganzen Familie den innigsten Dank ausspreche. Mein Bruder, der bei zeitweiligen heftigen Schmerzen Morphium-Einspritzungen zu machen pflegte, hat sich am Abend des letzten Donnerstag bei einer derartigen Operation eine Arterie verletzt, wodurch ein Lungenschlag eintrat, der seinen sofortigen Tod nach sich zog. Aerztliche Hilfe kam leider zu spät. Daß das bei dieser Gelegenheit vorgefundene Morphium Anlaß zu traurigen Schlußfolgerungen gegeben zu haben scheint, darf ich wohl bitten, in Ihrem werthen Blatte von dem oben Gesagten Notiz zu nehmen.“

Das Znaimer Wochenblatt bemerkte dazu, dass schon zu seiner Wiener Zeit allgemein bekannt gewesen sei, „daß Rosenfeld ein sehr starker Morphium Esser sei; er konnte sich nur mehr durch Morphium aufrecht erhalten“, und bekräftigte trotz Theodors Eingabe die Version, dass Fels Hand an sich gelegt habe.
„Um ihre Mutter zu schonen“ schrieben ihr Theodor und Viktor Rosenfeld, deren Handschrift der Siegfrieds ähnelte, bis zu ihrem Tod im Jahre 1886 vorgeblich vom Bruder verfasste Postkarten, in denen sie ihr versicherten, dass es ihm gut gehe.

## Werke

### Dramen
- Kornblumen. Historische Episode in 1 Akt. 1878.
- Der Schelm von Bergen. Romantisches Schauspiel in 5 Aufzügen. Reclam, Leipzig o. J. [ca. 1882]. Digitalisat
- Jadwiga (Gräfin Kozierowska). Schauspiel in 5 Akten. Bloch, Berlin 1880.
- Olaf. Schauspiel in 5 Aufzügen. Reclam, Leipzig o. J. [ca. 1882] Digitalisat

### Libretti
- Aennchen von Tharau. „Lyrische Oper in drei Aufzügen“. Musik von Heinrich Hofmann. Erler, Berlin 1878. Digitalisat.
- Wilhelm von Oranien. „Große Romantische Oper in drei Aufzügen“. Musik von Heinrich Hofmann. Breitkopf & Härtel, Leipzig und Wiesbaden, o. J. [ca. 1880]. Digitalisat
- Das Andreasfest. „Romantische Oper in drei Aufzügen“. Musik von Carl Gramann. C. Koepfel, Berlin, 1881.